# Arianna Marchesi
Arianna Marchesi (1º novembre 1986) è un'ex calciatrice italiana, di ruolo difensore.

## Carriera

### Club
Arianna Marchesi si appassiona al calcio già in giovane età, decidendo di tesserarsi con il Corciano, società dell'omonimo centro della provincia di Perugia, dove inizia l'attività giocando nelle formazioni miste.
Dopo una parentesi al Montemalbe, squadra femminile che milita nel campionato regionale umbro di Serie C, coglie l'occasione di trasferirsi al Grifo Perugia dove viene inserita nelle formazioni giovanili ma mettendosi ben presto in luce e venendo inserita in rosa con la squadra titolare che milita in Serie A2.
Nell'estate 2006 trova un accordo Agliana, squadra di blasone con alle spalle uno scudetto e una Coppa Italia, che le dà l'opportunità di fare il suo debutto in Serie A per la stagione entrante. Veste i colori biancoverdi della squadra toscana sino a fine campionato quando, a causa di difficoltà economiche, la società decide di non iscriversi al campionato successivo svincolando Marchesi e le compagne.
Durante il calciomercato estivo 2007 sottoscrive un accordo con il neopromosso Trento per giocare nuovamente in Serie A la stagione 2007-2008. Anche qui rimane un solo campionato, non riuscendo a evitare la retrocessione nello spareggio con le avversarie del Chiasiellis.
Ritornata al Grifo Perugia gioca in Serie A2 fino alla stagione 2011-2012, al cui termine conquista la prima posizione nel girone C con la conseguente storica promozione della società in Serie A. Con la maglia delle Grifoncelle gioca la sua ultima stagione, conquistando la salvezza al termine del campionato 2012-2013 prima di decidere di abbandonare l'attività agonistica.

### Nazionale
Marchesi viene convocata dalla FIGC per rappresentare l'Italia nei tornei internazionali giovanili, vestendo la maglia della formazione Under-19 impegnata ai Mondiali di Thailanda 2004. Inserita in rosa con le Azzurrine, durante il torneo non riesce a scendere in campo ed è costretta, non riuscendo a superare la fase a gironi, a lasciare la competizione dopo solo tre incontri.

## Palmarès
- Campionato di Serie A2: 1

Grifo Perugia: 2011-2012 (girone C)